# Natsume Soseki
In deze Japanse naam is Natsume de geslachtsnaam.
Natsume Sōseki (Japans: 夏目 漱石), pseudoniem voor Natsume Kinnosuke (Japans: 夏目金之助) (Ushigome (huidig Shinjuku), 9 februari 1867 – Tokio, 9 december 1916) was een Japans romanschrijver. Hij wordt beschouwd als de belangrijkste schrijver van de Meijiperiode. Hij schreef vooral over de problemen die de modernisatie van Japan met zich meebracht. Zijn bekendste roman is 'Kokoro' uit 1914. Samen met Mori Ōgai (1862-1922) wordt hij gezien als de vader van het modernisme in de Japanse literatuur.

## Biografie
Natsume werd geboren in een samoerai-familie als de jongste van zes kinderen. Zijn moeder was bij zijn geboorte veertig jaar en zijn vader drieënvijftig en zij wensten zich niet met hem bezig te houden. Daarom werd hij op tweejarige leeftijd bij een kinderloos koppel geplaatst. Toen dit echtpaar zeven jaar later ging scheiden, keerde hij terug naar zijn biologische ouders. Zijn moeder overleed toen hij veertien jaar oud was. In zijn latere romans zou de relatie tussen ouders en hun kinderen veelvuldig als thema terugkomen. Over zijn ouders zei hij: “Mijn ouders behandelden me niet zoals ze dat normaal doen bij hun jongste kinderen. Ik herinner me vooral dat mijn vader me vrij streng behandelde.”
Natsume groeide op in een periode dat er grote veranderingen plaatsvonden in de Japanse cultuur en maatschappij. Hij ging naar de middelbare school in Tokio waar hij in contact kwam met Chinese literatuur en begon er over te denken om schrijver te worden. Dit werd echter streng afgekeurd door zijn familie. Op school zelf was hij niet erg actief. “Mijn grootste hobby op de middelbare school was nietsdoen, ik werkte werkelijk zeer weinig”, zo zei hij later erover.

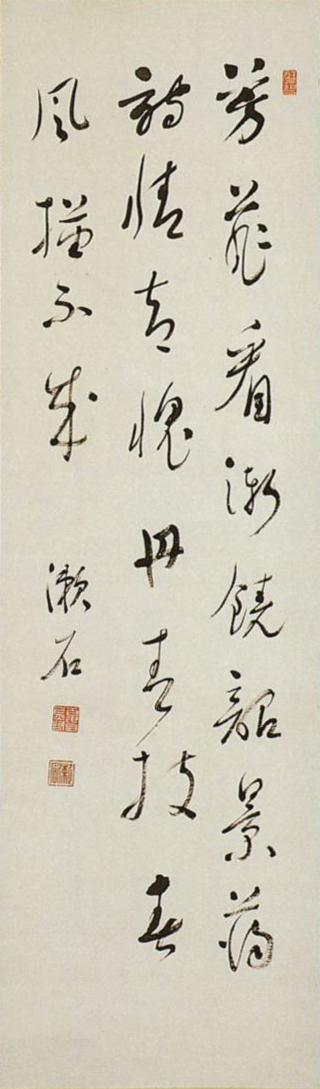
Kalligrafie van Natsume Sōseki uit 1912.

In september 1884 trad Natsume toe tot de Universiteit van Tokio. Aanvankelijk had hij de ambitie om architect te worden. Ook studeerde hij Engels, omdat hij dacht dat het van pas zou kunnen komen. In 1887 ontmoette hij de schrijver Masaoka Shiki, die hem aanmoedigde romanschrijver te worden. Shiki leerde hem ook de kunst van de haiku-dichtvorm. Het was in deze periode dat hij de schrijversnaam Natsume Sōseki aannam, een Chinees idioom dat voor 'koppig' staat.
In 1890 stapte Natsume volledig over naar de Engelse faculteit en leerde uitstekend Engels. Hij studeerde af in 1892 en werkte  als docent in Tokio, Matsuyama en Kumamoto. Tijdens zijn werk als leerkracht, publiceerde hij haiku en Chinese poëzie in diverse kranten en tijdschriften. In 1896 huwde hij Natsume Kyōko.

## Twee jaar in Engeland
In 1900 kreeg Natsume een overheidsbeurs en vertrok hij voor twee jaar naar Engeland. Het was geen gelukkige tijd. Hij bracht zijn dagen vooral door met schrijven en lezen. Zo ontwikkelde hij er een literaire theorie die de Japanse traditie verbond met een westerse visie. Zijn reflecties op zijn leven in Engeland werden in 1909 gepubliceerd in het dagblad Asahi Shimbun. Hij schreef: “De twee jaar die ik in Londen doorbracht waren de minst aangename uit mijn hele leven. Tussen de Engelse ‘gentlemen’ leefde ik in armoede, zoals een zielige hond die voor een roedel wolven gegooid wordt.”
Na zijn terugkeer naar Japan werd hij professor aan de Teikoku Universiteit, de toenmalige naam van de huidige Universiteit van Tokio, waar hij literatuurwetenschappen en Engelse literatuur doceerde, als opvolger van de Amerikaanse schrijver Lafcadio Hearn.

## Schrijverscarrière in Japan
Natsumes eerste grote werk was Ik ben een kat, een kort satirisch verhaal, geschreven vanuit het standpunt van een straatkat. De eigenaar van de kat, de heer Kushami, is een met veel zelfironie geschreven portret van Natsume zelf. Het verhaal, dat in 1905 gepubliceerd werd in het literair magazine 'Hototogisu', werd een groot succes.
In zijn korte moralistische roman 'Botchan' uit 1906 keert Natsume terug naar zijn leven als leerkracht. De verteller van het verhaal zegt in het begin, ”Al vanaf mijn kindertijd heeft mijn roekeloosheid me niets dan slechts gebracht.” Hiermee zet Natsume de toon voor veel van zijn latere novelles, refererend aan het feit dat hij eigenlijk nooit door zijn ouders geaccepteerd werd. Zijn moeder had meer oog voor zijn oudere broer en zijn vader zei simpelweg dat hij nooit iets zou bereiken in zijn leven. Dit type, een buitenstaander, zou ook overheersen in zijn volgende romans. In 'Nowaki' (1907) is de hoofdpersoon een arme, jonge man met tuberculose in de laatste dagen van zijn leven. In het gedeeltelijk humoristische 'Sanshiro' (1908) verschijnt een verlegen, kneuterige tiener en in 'Kofu' (1908) wordt een jonge man opgevoerd die wegloopt van huis.

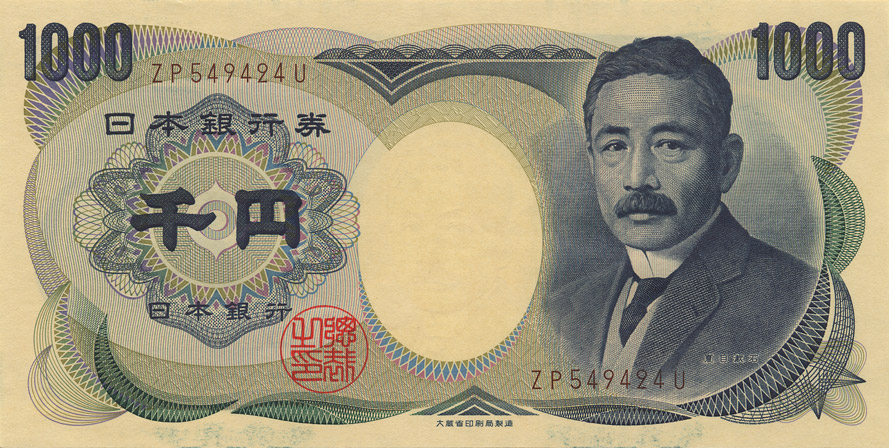
Japans bankbiljet van 1000 yen uit 2004 met een beeltenis van Natsume Sōseki.

In 1907 heeft Natsume zijn reputatie als schrijver gevestigd en stopt hij met lesgeven en richt hij zich volledig op het schrijven. Waren zijn vroege werken nog vooral gericht op satire en humor, vanaf de publicatie van 'Kofū' zouden er steeds meer donkere tonen in zijn verhalen verschijnen. Een belangrijk thema vormde het conflict tussen de individuele behoeftes en de eisen van de maatschappij. Veel van zijn romanfiguren kampen met schuldgevoelens en vervreemden van familie en traditie na het najagen van persoonlijke behoeften en gevoelens.
Andere belangrijke thema's in zijn werk waren: gewone mensen in financieel moeilijke situaties, conflicten tussen plicht en verlangen, loyaliteit aan de groep tegenover vrijheid versus individualiteit, persoonlijke isolatie tegenover vervreemding. Deze dilemma’s drukte Natsume uit in de slogan "Sukuten kyoshi": "Volg de hemel, doe afstand van het eigen ik". Zijn kijk op de menselijke natuur is sterk pessimistisch.
'Kokoro' uit 1914 wordt algemeen beschouwd als zijn meeste belangrijke werk. De roman behandelt de sociale een maatschappelijke veranderingen in de Japanse Meijiperiode door het uitdiepen van een vriendschap tussen een jongere en een oudere man, die de Sensei (de leraar) wordt genoemd. Het dilemma tussen egoïsme en schuld is een belangrijk thema, tegen de achtergrond van de snelgroeiende industrialisatie en verwesterlijking van Japan met al zijn sociale gevolgen.
Sōseki overleed in 1916 aan de gevolgen van een maagzweer, 49 jaar oud.

## Natsume en Ogai
Hoewel Sōseki als modernistisch schrijver vaak in één adem wordt genoemd met Mori Ogai, weken hun denkbeelden sterk af. Ōgai stelde, in tegenstelling tot Sōseki, het belang van de staat boven dat van het individu. Hij propageerde het idee van de opoffering van het individu voor het welzijn van de groep of gemeenschap, waarmee het westerse individualisme lijnrecht tegenover de oosterse 'zelfopoffering' werd geplaatst. De stroming van Mori Ogai kreeg ten slotte de overhand en het Japans nationalisme groeide.

## Werken
- Ik ben een kat (1905)

吾輩は猫である (Wagahai wa Neko de aru)

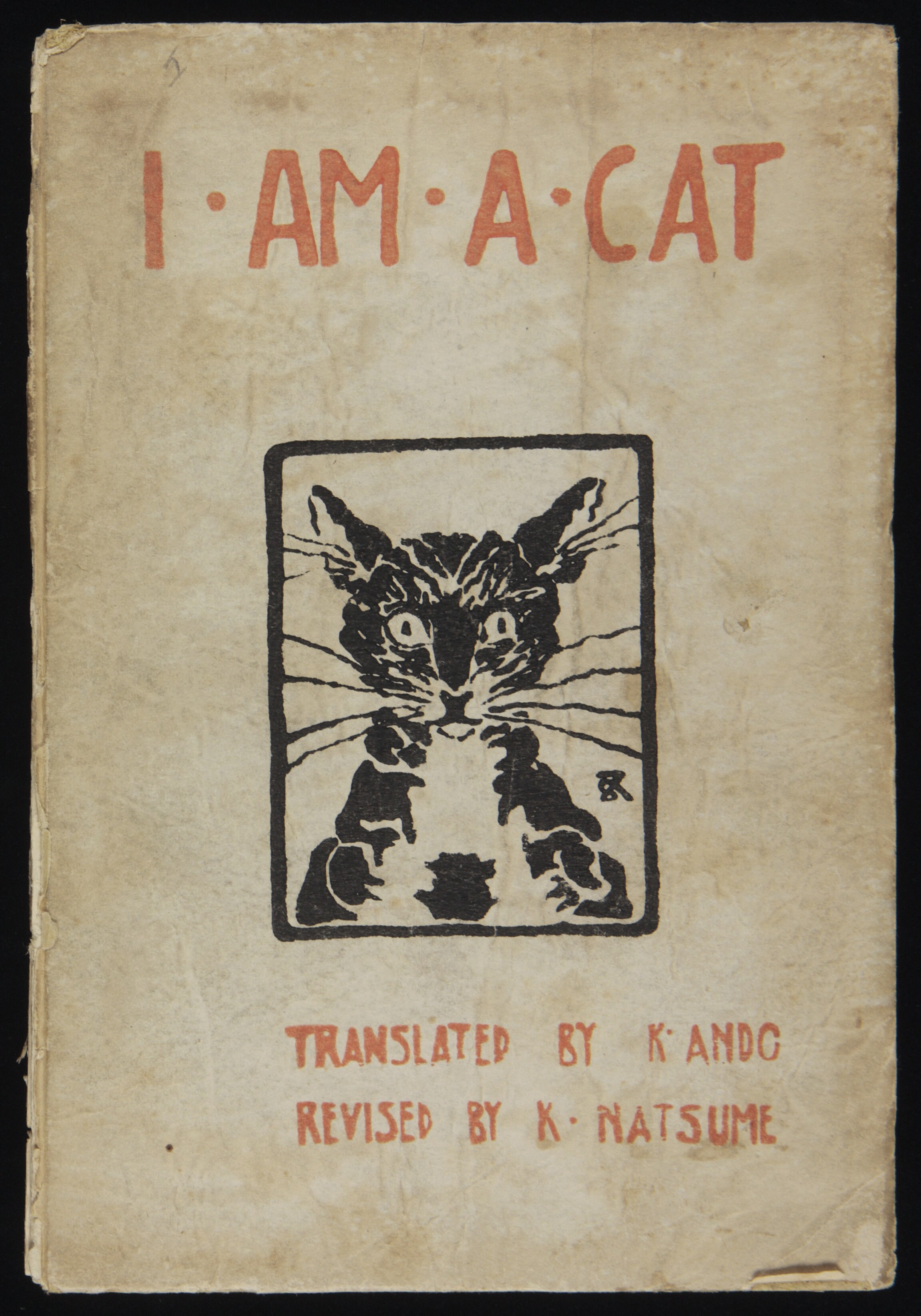
I AM A CAT
(1906), cover Engelse vertaling

- Hototogisu (literair tijdschrift) - (1905)

ホトトギス (Hototogisu)
- London Tower (1905)

倫敦塔 (Rondon Tō)
- Botchan (1906)

坊っちゃん (Botchan)
- The Three-Cornered World (1906)

草枕 (Kusamakura)
- The Heredity of Taste (1906)

趣味の遺伝 (Shumi no Iden)
- The 210th Day (1906)

二百十日 (Nihyaku-tōka)
- The Poppy (Papavers) - (1907)

虞美人草 (Gubijinsō)
- Kōfu (De mijnwerker) - (1908)

坑夫 (Kōfu)
- Ten Nights of Dream (1908)

夢十夜 (Yume Jū-ya)
- Sanshirō (1908)

三四郎 (Sanshirō)
- And Then (1909)

それから (Sorekara)
- De Poort (1910)

門 (Mon)
- To the Spring Equinox and Beyond (1912)

彼岸過迄 (Higan Sugi Made)
- The Wayfarer (1912)

行人 (Kōjin)
- Het Hart (1914), Kokoro: de wegen van het hart (vertaling: Luk Van Haute, 2014)

こころ (Kokoro)
- My Individualism (1914)

私の個人主義 (Watakushi no Kojin Shugi)
- Grass on the Wayside (1915)

道草 (Michikusa)
- Inside My Glass Doors (1915)

硝子戸の中 (Garasu Do no Uchi)
- Light and darkness (1916)

明暗 (Meian)